# 2003 UF292
2003 UF292, também escrito como 2003 UF292, é um objeto transnetuniano que está localizado no Cinturão de Kuiper, uma região do Sistema Solar. Este corpo celeste é classificado como um provável cubewano. Ele possui uma magnitude absoluta de 6,9 e tem um diâmetro estimado com 153 km.

## Descoberta
2003 UF292 foi descoberto no dia 23 de outubro de 2003 pelo astrônomo Marc W. Buie.

## Órbita
A órbita de 2003 UF292 tem uma excentricidade de 0,087 e possui um semieixo maior de 45,123 UA. O seu periélio leva o mesmo a uma distância de 41,195 UA em relação ao Sol e seu afélio a 49,051 UA.